# Hulladékkezelés
A hulladékkezelés a hulladék veszélyeztető hatásának csökkentésére, a környezetszennyezés megelőzésére és kizárására, a termelésbe vagy fogyasztásba történő visszavezetésre irányuló tevékenység, valamint a kezelést megvalósító eljárás alkalmazása, beleértve a kezelőlétesítmények utógondozását is. A 2012. évi CLXXXV. törvény (a hulladékról) szerint hulladékkezelési tevékenységnek minősül a hulladék gyűjtése, begyűjtése, szállítása, előkezelése, tárolása, hasznosítása, ártalmatlanítása is.

## Hulladékkezelési technológiák
A hulladékkezelési technológiák lehetnek önálló folyamatok, vagy más technológiák, pl. újrahasznosítás részei. A hulladékok újrahasznosításáról lásd részletesen a Hulladékgazdálkodás szócikk alatt. 

### Fizikai és fizikai-kémiai műveletek
- Aprítás
- Osztályozás
- Bálázás
- Szűrés
- Ülepítés
- Centrifugálás
- Lepárlás (több komponensű, folyékony hulladék esetén)
- Adszorpció
- Lerakás (hulladéklerakók)

A hulladék ártalmatlanításának, kezelésének egyik legrégebbi, és leginkább helyettesíthető módja a lerakás, hulladékgyűjtő telepeken. A hulladékot egy alkalmasan előkészített földterületen, vízzáró alapra öntik, majd befedik, és a képződött metán és csapadék kivezetésére csöveket helyeznek el a lerakóban. Az eljárás nagy földterületet igényel, leginkább anaerób bomlás történik, ami üvegházhatást okoz, ha nem fogják fel a gázt. A telepek gyakran begyulladnak, ill. szagosak. 2021-ben júniusban Nyíregyházán, Karcagon, Kaposvár közelében, és Sárbogárdon voltak tűzesetek. 

### Kémiai kezelési eljárások
- Semlegesítés
- Csapadékképzés
- Hidrolízis
- Redukció
- Oxidáció
- Egyéb speciális módszerek
  - Fotolízis
  - Radiokémiai oxidáció
  - Katalitikus eljárások
  - Elektrokémiai módszerek

A kémiai eljárások többsége igen költséges, ezért leginkább veszélyes hulladékok esetén alkalmazzák. A hulladékkezelésben használatos eljárás az etanolgyártás, melynek segítségével bioüzemanyagokat állítanak elő. 

### Beágyazásos eljárások
- Cement alkalmazása (beton alkotórészként)
- Hőre lágyuló anyagok alkalmazása (műanyag töltőanyagként, alkotórészként)
- Szerves polimerek alkalmazása
- Vitrifikálás (pl. radioaktív hulladékot magas hőmérsékleten olvadt üvegképző anyagokkal keverik össze, majd ezt a keveréket gyorsan lehűtik)
- Betokozás, kapszulázás (zárt tokokba, ellenálló építőelemekbe zárás)

A beágyazásos technológiákat veszélyes folyékony vagy zagy hulladékok esetén alkalmazzák. A módszer előnye, hogy csökkenti a veszélyes komponensek környezetbe oldódásának veszélyét.

### Termikus kezelési eljárások
- Égetés
- Pirolízis
- Plazmarendszerek
- Olvadt üveg technológiák
- Olvadt só technológiák
- Nedves oxidációs eljárások

Svédországban a hulladék újrahasznosítási ráta eléri a 99%-ot, ezen belül a hulladékégetés jelentős. Égetéssel a keletkező széndioxid kb. 1/7,5 arányban kisebb mértékben fokozza az üvegházhatást, mint a lerakókban oxidálás nélkül keletkező metán. Ígéretes eljárás a pirolízissel éghető gáz és faszénhez hasonló szén előállítása, mert megkötött állapotban marad a hulladék szerves anyag tartalmának egy része. 

### Biológiai kezelési eljárások
- komposztálás (aerob lebontás)
- biogáz előállítás (anaerob lebontás),
- fémek biológiai kinyerése,
- enzimes fermentáció (pl. fehérje-előállítás).